# Nicolaas Verburg
Nicolaas Verburg, auch Nicolaes Verburgh (* um 1620 in Delft; † 11. November 1676 ebenda), war ein Kaufmann und Beamter der Niederländischen Ostindien-Kompanie, von 1649 bis 1653 Gouverneur von Niederländisch-Formosa und Mitglied des Rats von Indien, der Regierung Niederländisch-Indiens.

## Leben
Verburg wurde um 1620 in Delft geboren. Als junger Mann begab er sich in Diensten der Niederländischen Ostindien-Kompanie (VOC) nach Niederländisch-Indien und kam am 20. Juli 1637 in Batavia an. Hier machte er Karriere und wurde im August 1646 zum Direktor der VOC-Station in Gamron (heute Bandar Abbas) in Persien ernannt.

## Gouverneur von Formosa
Kurz nach seiner Rückkehr nach Batavia im Jahr 1649 wurde er zum Gouverneur von Niederländisch-Formosa (Taiwan) ernannt und hatte dieses Amt vier Jahre lang inne. In dieser Zeit kam es zu einem Aufsehen erregenden Konflikt zwischen dem namhaften Missionar Daniel Gravius und Dirck Snoucq, einem Mitglied des Rats von Formosa. Verburg ergriff die Partei des Beamten und entband Gravius von seinen Aufgaben; der Missionar musste Formosa verlassen. Der Rat von Indien sprach Gravius nach einer Überprüfung des Falls von allen Anschuldigungen frei und rügte Verburg für sein Vorgehen. Dieser bot seine Demission an, was abgelehnt wurde.
Im September 1652 kam es zu einem Aufstand chinesischer Siedler unter Guo Huaiyi, der von den Niederländern niedergeschlagen wurde.

## Rat von Indien
Zurück in Batavia wurde Verburg in den Rat von Indien berufen. Dort soll er die Gefahr, die Niederländisch-Formosa durch den chinesischen Feldherrn Zheng Chenggong drohte, heruntergespielt haben, um seinem Feind Frederick Coyett, der seit 1656 Gouverneur von Formosa war, zu schaden.
Ab 1668 fungierte Verburg als Direktor des Rats. Im Jahr 1676 kehrte er als Admiral einer Retourflotte der VOC in die Niederlande zurück, wo er nur wenige Wochen nach seiner Ankunft in seiner Heimatstadt Delft starb.
Verburg war mit Maria van Santen (1636–1678) verheiratet.